# 메이토쿠
메이토쿠(일본어: 明徳)는 일본 남북조 시대의 연호(元号) 중 하나이다. 북조에서 사용되었다.
- 전후 : 고오(康応) / 겐추(元中) 이후 - 오에이(応永) 이전.
- 시기 : 1390년 ~ 1393년
- 천황
  - 북조 : 고코마쓰 천황
  - 남조 : 고카메야마 천황
- 쇼군 : 무로마치 막부의 아시카가 요시미쓰

아시카가 요시미쓰는 도키 야스유키의 난, 야마나 씨의 메이토쿠의 난, 오에이 시기의 오에이의 난을 진압함으로써 유력 슈고 다이묘들을 토벌해 쇼군 권력을 강화해 갔다.
1392년(메이토쿠 3년 / 겐추 9년)에는 남북조의 통일이 이뤄진다. 북조는 남조가 가진 3종의 신기를 접수하고, 남조의 고카메야마 천황은 퇴위했으며, 연호도 「메이토쿠」로 통합된다.
고랴쿠 정변으로 실각한 이후, 막부 정치로 다시 복귀한 호소카와 요리유키는 메이토쿠의 난을 진압하기 위해 전선에 나간다. 그러나 난이 일어난 지 3년 째인 1392년에 사망하고, 동생인 호소카와 요리모토가 간레이에 취임한다. 다음해엔 시바 요시유키가 간레이에 취임한다. 막부 쇼군을 정점으로 하는 3간레이체제(三管領体制)가 정비되는 시기이다.

## 개원(改元)
- 고오 2년 3월 26일([[율리우스력 1390년 4월 12일), 개원.
- 겐추 9년 / 메이토쿠 3년 10월 5일(율리우스력 1392년 10월 21일), 고카메야마 천황의 퇴위와 함께 「겐추」 연호가 폐지된다.
- 메이토쿠 5년 7월 5일(율리우스력 1394년 8월 2일), 오에이로 개원된다.

## 출전
『예기』의 「在明明徳、在親民」.

## 메이토쿠 시기에 일어난 일
- 원년
  - 3월 : 쇼군・아시카가 요시미쓰가 야마나 우지키요・미쓰유키에게, 단바에서 같은 야마나 씨 일족인 야마나 도키히로・우지유키를 토벌할 것을 명한다.
  - 3월 : 도키 야스유키의 난. (도키 씨의 난)
  - 9월 : 규슈의 이마가와 사다요가 히고 우토(宇土)・가와지리(河尻)에서 남조의 요시나리 친왕을 모시던 기쿠치 다케토모를 격파하다.
- 2년
  - 4월 : 호소카와 요리모토가 간레이에 임명된다. 요리모토의 형이며 전(前) 간레이인 인 호소카와 요리유키가 상락(上洛)한다.
  - 9월 : 쇼군・아시카가 요시미쓰가 가스가타이샤(春日大社)와 도다이지(東大寺), 고후쿠지(興福寺) 등 사찰에서 참배하다.
  - 11월 : 아시카가 요시미쓰가 야마나 미쓰유키 등을 교토에서 추방하다. 야마나 미쓰유키는 숙부인 야마나 우지키요와 함께 반란을 계획한다.
  - 12월 : 야마나 미쓰유키・우지키요가 거병해 메이토쿠의 난이 벌어지다. 우지키요는 패배해 전사한다.
  - 무쓰・데와 두 구니(国)가 가마쿠라후의 관할에 들어가다.
- 3년
  - 1월 : 메이토쿠의 난의 전후 처리로 야마나 씨의 영지가 분배된다.
  - 2월 : 오우치 요시히로를 중개인로 삼아 남조와의 강화에 들어가다.
  - 7월 : 한반도에서 이성계가 왕위에 오르다. 조선이 건국된다.
  - 10월 : 고카메야마 천황이 퇴위하고 북조에게 3종의 신기를 넘겨주어, 남북조의 통일이 이뤄진다.
- 4년
  - 6월 : 시바 요시유키가 간레이에 취임하다.

### 죽음
- 2년
  - 11월 : 야마나 우지키요 (향년 48세)
- 3년
  - 3월 : 호소카와 요리유키 (무로마치 막부 간레이. 향년 64세)
- 4년
  - 4월 : 고엔유 천황 (향년 36세)

## 서력과의 대조표
| 메이토쿠 | 원년     | 2년      | 3년      | 4년    | 5년    |
| 서력     | 1390년   | 1391년   | 1392년   | 1393년 | 1394년 |
| 남조     | 겐추 7년 | 겐추 8년 | 겐추 9년 | -      | -      |
| 간지     | 경오     | 신미     | 임신     | 계유   | 갑술   |

## 같이 보기
- 일본의 연호 일람
- 명덕(明德) : 중국 오대십국 시대의 국가 후촉의 연호(934년 ~ 937년).
- 명덕(明德) : 대리국의 연호(952년 ~ ?).
- 민득(明德) : 베트남 막 왕조(莫朝)의 연호(1527년 ~ 1529년).

| 이전 고오 | 일본의 연호 1390년 ~ 1394년 | 다음 오에이 |